# Гіпоїдна передача

Гіпоїдна передача: 1—ведена шестерня, 2—тягова шестерня

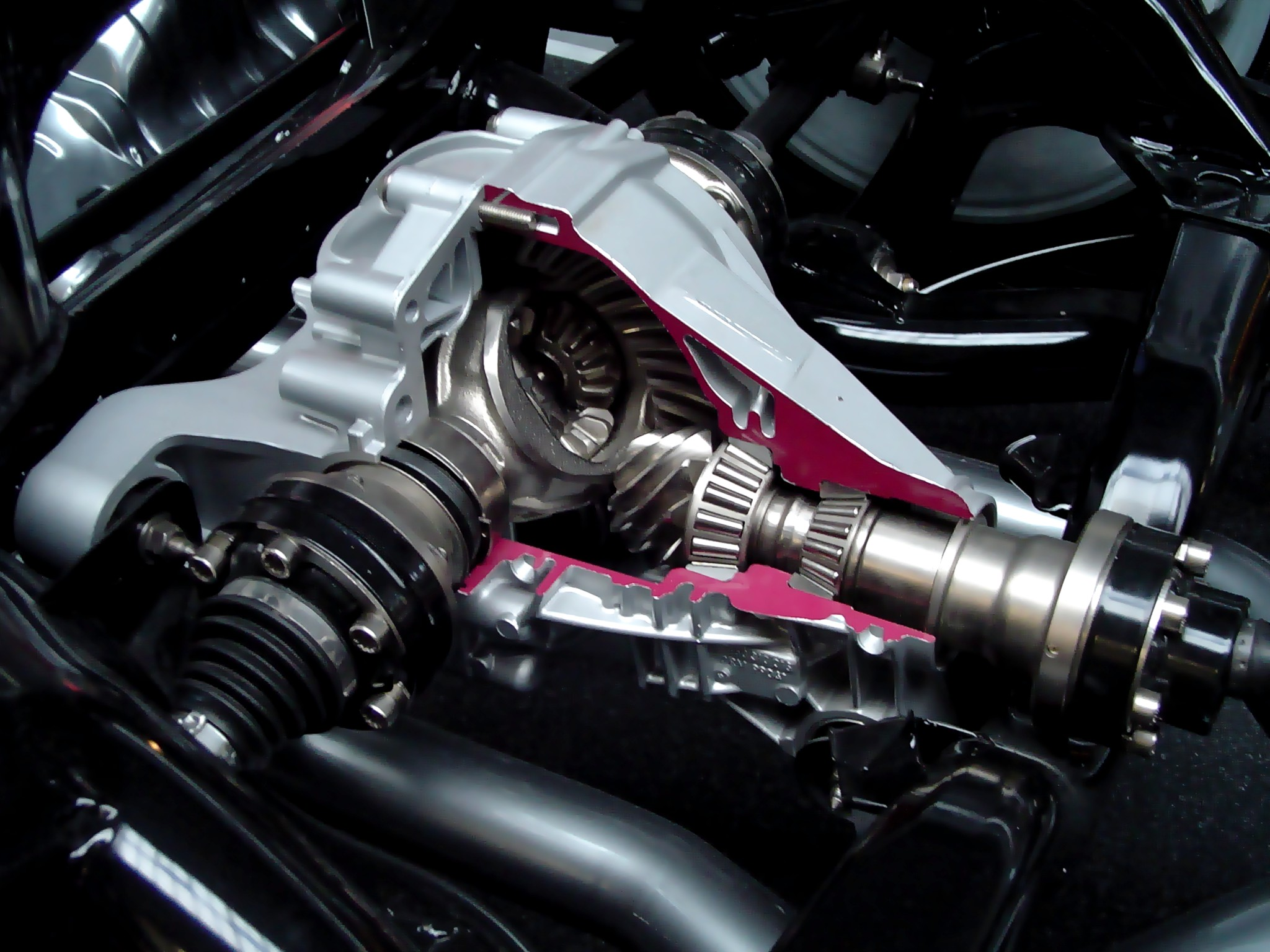
Гіпоїдна передача у механізмі приводу автомобіля

Гіпоїдна передача (скор. від гіперболоїдна) — вид зубчастого передавача гвинтового типу, що реалізується конічними колесами з косими або криволінійними зубами із мимобіжними осями, що перехрещуються (зазвичай під 90°). Гіпоїдна передача має зміщення осі великого і малого зубчастих коліс. 
Передавальне число більшості гіпоїдних передач не перевищує 10, проте в деяких випадках досягає 30 і більше.
Цей тип передавача характеризується підвищеною навантажувальною спроможністю, плавністю ходу і безшумністю роботи. Навантажувальна спроможність зростає завдяки забезпеченню лінійного контакту зубів і збільшенню числа пар зубів, що перебувають у зачепленні. У гіпоїдних передавачах забезпечується краще притирання контактних поверхонь, чим і пояснюється плавна і безшумна їх робота.
Часто викристовується як головна передача в приводах тягових коліс автомобілів, сільськогосподарській техніці, локомотивах, а також у приводах верстатів  та інших промислових машинах для забезпечення високої точності за великих передавальних чисел.
До недоліків гіпоїдних передач слід віднести підвищену небезпеку заїдання, зумовлену ковзанням уздовж ліній контакту зубів. Це явище супроводжується зниженням несної спроможності масляного клину. Небезпека заїдання усувається використанням протизадирних (гіпоїдних) олив та хіміко-термічною обробкою зубів (азотуванням), що забезпечує високу твердість та зносостійкість їх робочих поверхонь.